# Hatfield (South Yorkshire)
Hatfield ist eine Stadt und eine Verwaltungseinheit im District Doncaster in der Grafschaft South Yorkshire, England. Hatfield ist 37,7 km von Sheffield entfernt. Im Jahr 2001 hatte sie 13890 Einwohner. Hatfield wurde 1086 im Domesday Book als Hedfeld erwähnt.